# Virgiliu Postolachi
Virgiliu Postolachi (Edineț, 17 marzo 2000) è un calciatore moldavo, attaccante del CFR Cluj e della nazionale moldava.

## Caratteristiche tecniche
È un centravanti abile nel gioco aereo e nell'attaccare gli spazi.

## Carriera

### Club
Cresciuto nel settore giovanile del Paris Saint-Germain, dal 2018 al 2019 gioca con la squadra riserve in Championnat de France amateur prima di venire ceduto a titolo definitivo al Lilla; con il club biancorosso gioca principalmente con la squadra B, riuscendo comunque ad ottenere una convocazione per l'incontro di Ligue 1 contro lo Stade Reims.
Nel 2020 si trasferisce al R.E. Mouscron con cui fa il suo esordio fra i professionisti giocando l'incontro di Pro League pareggiato 1-1 contro l'Anversa; a causa dello scarso impiego a febbraio viene prestato per sei mesi al Vendsyssel.

### Nazionale
Dotato di passaporto moldavo, rumeno e francese, in passato rifiuta diverse convocazioni da parte della Moldavia, mentre nel 2019 la nazionale rumena riscontra alcuni problemi con la FIFA per un'eventuale convocazione.
Nel marzo 2021 risponde convocazione della Moldavia ed il 25 dello stesso mese fa il suo esordio entrando in campo nella ripresa dell'incontro di qualificazione per il Mondiale 2022 pareggiato 1-1 contro le Fær Øer.
Il 16 novembre 2024 realizza il suo primo gol per la selezione moldava nel successo per 0-1 in Nations League contro Andorra.

## Statistiche
Statistiche aggiornate al 25 marzo 2021.

### Presenze e reti nei club
| Stagione        | Squadra               | Campionato      | Campionato | Campionato | Coppe nazionali | Coppe nazionali | Coppe nazionali | Coppe continentali | Coppe continentali | Coppe continentali | Altre coppe | Altre coppe | Altre coppe | Totale | Totale | Totale |
| Stagione        | Squadra               | Comp            | Pres       | Reti       | Comp            | Pres            | Reti            | Comp               | Pres               | Reti               | Comp        | Pres        | Reti        | Pres   | Reti   |        |
| --------------- | --------------------- | --------------- | ---------- | ---------- | --------------- | --------------- | --------------- | ------------------ | ------------------ | ------------------ | ----------- | ----------- | ----------- | ------ | ------ | ------ |
| 2017-2018       | Paris Saint-Germain 2 | N2              | 9          | 1          |                 | -               | -               |                    | -                  | -                  |             | -           | -           | 9      | 1      |        |
| 2018-2019       | Paris Saint-Germain 2 | N2              | 27         | 4          |                 | -               | -               |                    | -                  | -                  |             | -           | -           | 27     | 4      |        |
| 2019-2020       | Lilla 2               | N2              | 17         | 0          |                 | -               | -               |                    | -                  | -                  |             | -           | -           | 17     | 0      |        |
| 2020-2021       | R.E. Mouscron         | D1              | 6          | 0          | CB              | 0               | 0               |                    | -                  | -                  |             | -           | -           | 6      | 0      |        |
| 2020-2021       | Vendsyssel            | SL              | 6          | 0          | CD              | 0               | 0               |                    | -                  | -                  |             | -           | -           | 6      | 0      |        |
| Totale carriera | Totale carriera       | Totale carriera | 65         | 5          |                 | 0               | 0               |                    | -                  | -                  |             | -           | -           | 65     | 5      |        |

### Cronologia presenze e reti in nazionale
| Cronologia completa delle presenze e delle reti in nazionale ― Moldavia | Cronologia completa delle presenze e delle reti in nazionale ― Moldavia | Cronologia completa delle presenze e delle reti in nazionale ― Moldavia | Cronologia completa delle presenze e delle reti in nazionale ― Moldavia | Cronologia completa delle presenze e delle reti in nazionale ― Moldavia | Cronologia completa delle presenze e delle reti in nazionale ― Moldavia | Cronologia completa delle presenze e delle reti in nazionale ― Moldavia | Cronologia completa delle presenze e delle reti in nazionale ― Moldavia |
| Data                                                                    | Città                                                                   | In casa                                                                 | Risultato                                                               | Ospiti                                                                  | Competizione                                                            | Reti                                                                    | Note                                                                    |
| ----------------------------------------------------------------------- | ----------------------------------------------------------------------- | ----------------------------------------------------------------------- | ----------------------------------------------------------------------- | ----------------------------------------------------------------------- | ----------------------------------------------------------------------- | ----------------------------------------------------------------------- | ----------------------------------------------------------------------- |
| 25-3-2021                                                               | Chișinău                                                                | Moldavia                                                                | 1 – 1                                                                   | Fær Øer                                                                 | Qual. Mondiali 2022                                                     | -                                                                       | 73’                                                                     |
| 18-1-2022                                                               | Kadriye                                                                 | Moldavia                                                                | 2 – 3                                                                   | Uganda                                                                  | Amichevole                                                              | -                                                                       | 54’                                                                     |
| 21-1-2022                                                               | Boztepe                                                                 | Moldavia                                                                | 0 – 4                                                                   | Corea del Sud                                                           | Amichevole                                                              | -                                                                       | 56’                                                                     |
| 22-9-2022                                                               | Riga                                                                    | Lettonia                                                                | 1 – 2                                                                   | Moldavia                                                                | UEFA Nations League 2022-2023 - 1º turno                                | -                                                                       | 73’                                                                     |
| 25-9-2022                                                               | Chișinău                                                                | Moldavia                                                                | 2 – 0                                                                   | Liechtenstein                                                           | UEFA Nations League 2022-2023 - 1º turno                                | -                                                                       | 57’                                                                     |
| 16-11-2022                                                              | Chișinău                                                                | Moldavia                                                                | 1 – 2                                                                   | Azerbaigian                                                             | Amichevole                                                              | -                                                                       | 46’                                                                     |
| 20-11-2022                                                              | Chișinău                                                                | Moldavia                                                                | 0 – 5                                                                   | Romania                                                                 | Amichevole                                                              | -                                                                       | 61’                                                                     |
| 24-3-2023                                                               | Chișinău                                                                | Moldavia                                                                | 1 – 1                                                                   | Fær Øer                                                                 | Qual. Euro 2024                                                         | -                                                                       | 46’                                                                     |
| 27-3-2023                                                               | Chișinău                                                                | Moldavia                                                                | 0 – 0                                                                   | Rep. Ceca                                                               | Qual. Euro 2024                                                         | -                                                                       | 59’                                                                     |
| 17-6-2023                                                               | Tirana                                                                  | Albania                                                                 | 2 – 0                                                                   | Moldavia                                                                | Qual. Euro 2024                                                         | -                                                                       | 65’                                                                     |
| 20-6-2023                                                               | Chișinău                                                                | Moldavia                                                                | 3 – 2                                                                   | Polonia                                                                 | Qual. Euro 2024                                                         | -                                                                       | 46’                                                                     |
| 7-9-2023                                                                | Linz                                                                    | Austria                                                                 | 1 – 1                                                                   | Moldavia                                                                | Amichevole                                                              | -                                                                       | 62’                                                                     |
| 10-9-2023                                                               | Tórshavn                                                                | Fær Øer                                                                 | 0 – 1                                                                   | Moldavia                                                                | Qual. Euro 2024                                                         | -                                                                       | 46’                                                                     |
| 12-10-2023                                                              | Solna                                                                   | Svezia                                                                  | 3 – 1                                                                   | Moldavia                                                                | Amichevole                                                              | -                                                                       | 57’                                                                     |
| 15-10-2023                                                              | Varsavia                                                                | Polonia                                                                 | 1 – 1                                                                   | Moldavia                                                                | Qual. Euro 2024                                                         | -                                                                       | 42’                                                                     |
| 17-11-2023                                                              | Chișinău                                                                | Moldavia                                                                | 1 – 1                                                                   | Albania                                                                 | Qual. Euro 2024                                                         | -                                                                       |                                                                         |
| 20-11-2023                                                              | Olomouc                                                                 | Rep. Ceca                                                               | 3 – 0                                                                   | Moldavia                                                                | Qual. Euro 2024                                                         | -                                                                       |                                                                         |
| 22-3-2024                                                               | Boztepe                                                                 | Macedonia del Nord                                                      | 1 – 1                                                                   | Moldavia                                                                | Amichevole                                                              | -                                                                       | 80’                                                                     |
| 26-3-2024                                                               | Boztepe                                                                 | Isole Cayman                                                            | 0 – 4                                                                   | Moldavia                                                                | Amichevole                                                              | -                                                                       | 46’                                                                     |
| 8-6-2024                                                                | Chișinău                                                                | Moldavia                                                                | 3 – 2                                                                   | Cipro                                                                   | Amichevole                                                              | -                                                                       | 64’                                                                     |
| 11-6-2024                                                               | Chișinău                                                                | Moldavia                                                                | 0 – 4                                                                   | Ucraina                                                                 | Amichevole                                                              | -                                                                       | 46’                                                                     |
| 10-10-2024                                                              | Chișinău                                                                | Moldavia                                                                | 2 – 0                                                                   | Andorra                                                                 | UEFA Nations League 2024-2025 - 1º turno                                | -                                                                       | 57’                                                                     |
| 13-10-2024                                                              | Ta' Qali                                                                | Malta                                                                   | 1 – 0                                                                   | Moldavia                                                                | UEFA Nations League 2024-2025 - 1º turno                                | -                                                                       | 87’                                                                     |
| 16-11-2024                                                              | Andorra la Vella                                                        | Andorra                                                                 | 0 – 1                                                                   | Moldavia                                                                | UEFA Nations League 2024-2025 - 1º turno                                | 1                                                                       | 90+4’                                                                   |
| 19-11-2024                                                              | Gibilterra                                                              | Gibilterra                                                              | 1 – 1                                                                   | Moldavia                                                                | Amichevole                                                              | -                                                                       | 62’                                                                     |
| 22-3-2025                                                               | Chișinău                                                                | Moldavia                                                                | 0 – 5                                                                   | Norvegia                                                                | Qual. Mondiali 2026                                                     | -                                                                       |                                                                         |
| 25-3-2025                                                               | Chișinău                                                                | Moldavia                                                                | 2 – 3                                                                   | Estonia                                                                 | Qual. Mondiali 2026                                                     | -                                                                       | 78’                                                                     |
| 6-6-2025                                                                | Varsavia                                                                | Polonia                                                                 | 2 – 0                                                                   | Moldavia                                                                | Amichevole                                                              | -                                                                       | 65’                                                                     |
| 9-6-2025                                                                | Reggio Emilia                                                           | Italia                                                                  | 2 – 0                                                                   | Moldavia                                                                | Qual. Mondiali 2026                                                     | -                                                                       | 66’                                                                     |
| Totale                                                                  |                                                                         | Presenze                                                                | 29                                                                      |                                                                         | Reti                                                                    | 1                                                                       |                                                                         |

## Palmarès

### Club

#### Competizioni nazionali
- Coppa di Romania: 1

CFR Cluj: 2024-2025